# Clemensia maculata
Clemensia maculata là một loài bướm đêm thuộc phân họ Arctiinae, họ Erebidae.